# Објекти дубоког неба
Објекти дубоког неба су астрономски објекти на великим удаљеностима од Земље. Стога појединачне звезде и објекти Сунчевог система не припадају овој групи објеката. Оваква квалификација се широко користи међу астрономима аматерима да би се описали слабо видљиви објекти при телескопском (и визуелном) посматрању, као што су звездана јата, маглине, галаксије.

## Списак објеката дубоког неба
- Звездана јата
  - Отворена јата
  - Затворена јата
- Маглине
  - Светле маглине
    - Емисионе маглине
    - Рефлексионе маглине

  - Тамне маглине
  - Планетарне маглине
- Вангалактички објекти
  - Галаксије
  - Квазари

Први каталог објеката дубоког неба је Месјеовог каталог, настао још у осамнаестом веку. Знатно опсежнији каталог је НГЦ каталог из 19. века.
Постоје посматрања објеката дубоког неба, као што је Месјеов маратон где је циљ посматрати што више објеката дугоког неба током једне ноћи.

## Типови објеката дубоког неба укаталогу
У Revised NGC (rNGC) каталогу (који је коришћен за опис објеката на Википедији на српском језику) објекти су описани и класификовани по следећем кључу:
- Галаксије
  - Види Хаблову виљушку
  - Додатне ознаке: d = патуљаста, B = пречкаста, R = прстенаста, M = mixed, C = компактна, I = неправилна, P = галаксија необичне структуре, PRG = поларно-прстенаста галаксија,
  -  = део галаксије (на пример сјајан HII регион)

- Отворена јата
  - Види Трамплерову класификацију

- Затворена јата
  - Види Шепли-Сојерову класификацију

- Маглине
  - DN = тамна маглина, EN = емисиона маглина, RN = рефлексиона маглина, PN = планетарна маглина

- Звезде
  - * = појединачна звезда, *2 = двојна звезда, *3 = тројна звезда, *4 = честворострука звезда, *Grp = група звезда (или астеризам), *Cloud = звездани облак

- Остале ознаке
  - SNR = остатак супернове
  - NF = непотврђен објекат